# آنکانتو (ریو گراند دو نورته)
آنکانتو (به پرتغالی: Encanto) یک منطقهٔ مسکونی در برزیل است که در ریو گرانده شمالی واقع شده‌است. آنکانتو ۱۲۶ کیلومتر مربع مساحت و ۵٬۶۶۸ نفر جمعیت دارد.